# Hugo Dingeldey
Fritz Otto Hugo Dingeldey (* 3. Mai 1875 in Cottbus; † 24. Juli 1954 in Dresden) war ein deutscher Pädagoge und Gymnasiallehrer. Er gilt als „Vorkämpfer der Forderung einer planmäßigen allgemeinen Rechtsbelehrung des Volkes.“

## Leben und Wirken

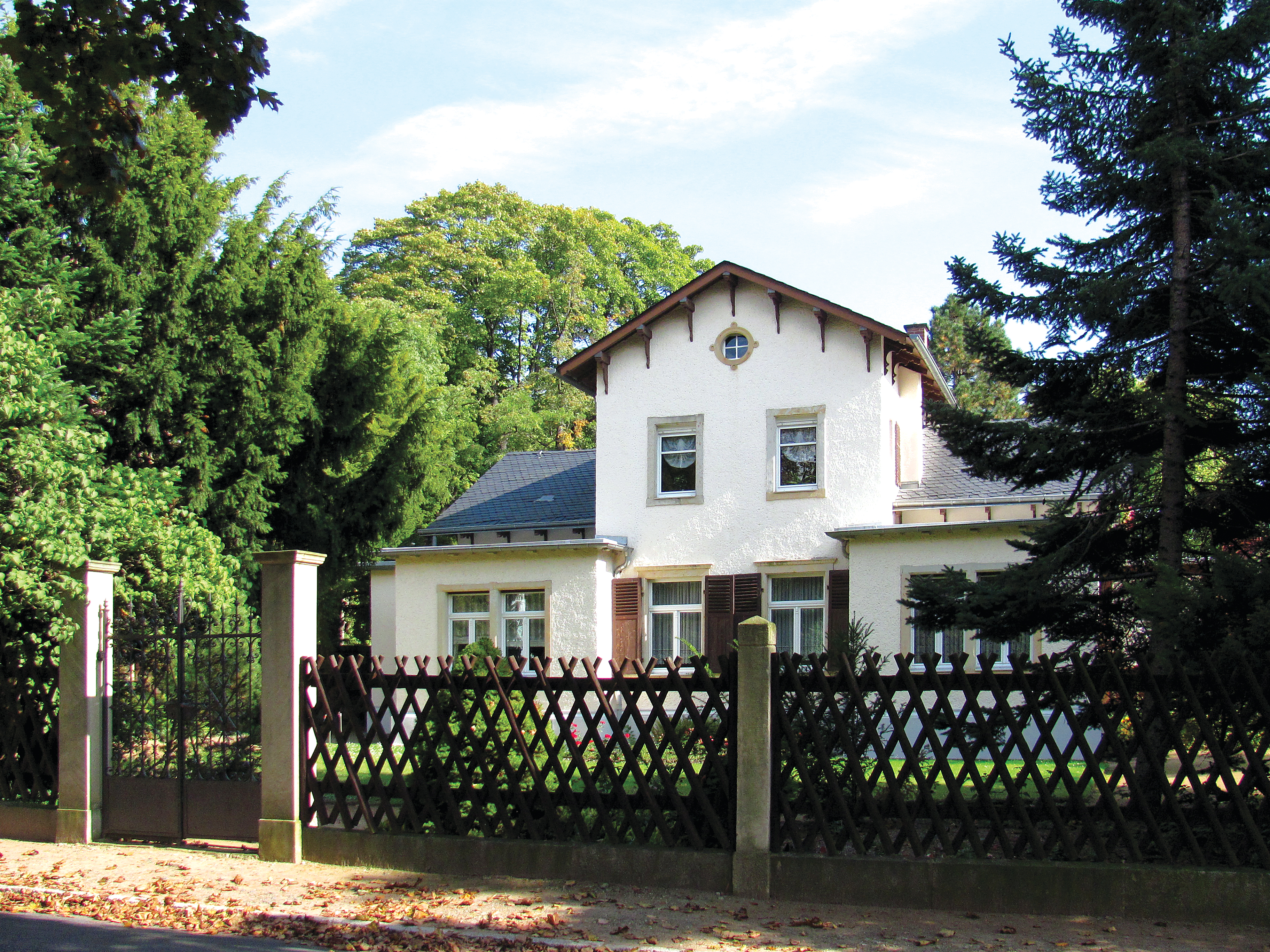
Radebeul, Bennostraße 2 – letzter Wohnsitz von Hugo Dingeldey

Er war der Sohn von August Theodor Dingeldey und dessen Ehefrau Bertha Emilie Ida Dingeldey geborene Sickert. Nach dem Schulbesuch nahm er eine Ausbildung zum Lehrer auf. Er spezialisierte sich auf Rechtskunde und elementaren Rechtsunterricht. Er war mehrere Jahrzehnte am Realgymnasium in der Lößnitz in Radebeul tätig, wo ihm als bisherigem Oberlehrer der Professor-Titel verliehen wurde. Im Ersten Weltkrieg wurde er als Landsturmmann einberufen. Nach Kriegsende kehrte er in seinen Lehrerberuf zurück und wurde zum Oberstudienrat ernannt. Nach seiner Pensionierung zog er zunächst nach Dresden (Ludendorff-Ufer 27). Er wohnte zuletzt in Radebeul, in der Villa Bennostraße 2 unweit seines früheren Gymnasiums, und starb 1954 im Stadtkrankenhaus Dresden-Johannstadt.
Er war zu Beginn der 1930er Jahre erster Vorsitzender des Deutschen Rechtsbundes.

## Schriften (Auswahl)
- Etymologisches Fachwörterbuch zur Mathematik, Physik, Chemie und Mineralogie. Ferdinand Hirt, königl. Universitäts- und Verlagsbuchhandlung, Breslau 1910.
- Die einfachsten Metridistanten (geometrische Örter von Punkten, deren Abstände von zwei gegebenen Punkten oder Kurven in einem konstanten Verhältnis stehen). Beilage zum Jahresbericht des Realgymnasiums mit Realschule in Lößnitz, Ostern 1914. Radebeul 1914.
- (Hans Josef Settegast): Rechtsbuch für alle. Praktischer Führer durch das tägliche Recht. Ein Hausbuch. R. Voigtländers Verlag, Leipzig 1928.
- Eine Lücke im Unterrichtswesen. In: Kölnische Zeitung vom 13. April 1931, S. 8.
- Alexander Baumgarten, Hugo Dingeldey (Hrsg.): Erich Wulffen. Festschrift zu seinem 70. Geburtstag. Hanseatischer Rechts- und Wirtschaftsverlag, Berlin 1932 (Inhaltsverzeichnis; PDF; 8 kB).